# Notarius
En notarius var oprindeligt en embedsmand i administrationen i de sidste par århundreder af Romerrigets eksistens. Nu bruges titlen fortrinsvis i den katolske kirke.

## Oversigt
Titlen og embedet indgik i bureaukratiet i slutningen af den romerske kejsertid. Ved kejserhoffet var der et kollegium af notarer, der blev ledet af en primicerius. Efter det Det Vestromerske Riges fald blev titlen fortsat brugt i Eksarkatet i Ravenna, og derfra bredte den sig til det stadig mere komplicerede bureaukrati i Pavestaten i Rom. Der var notarii ansat ved såvel den pavelige administration som ved styrelsen af de forskellige stifter. I det kirkelige hierarki rangerede de et stykke nede, under præster og diakoner.
Den øverste notarius, med titlen primicerius var imidlertid en vigtig person. Han ledede pavens kancelli, og når pavestolen stod tom, indgik han i overgangsstyret. Der findes et brev fra 640 (hvor en pave var valgt, men endnu ikke indsat), underskrevet af en "Johannes, primicerius og handlende på pavestolens vegne."
Efter det Vestromerske Riges sammenbrud blev det oprindelige embede som notarius også overtaget af de longobardiske og Carolingiske herskere, der kom til Italien. Sideløbende udvikledes der et privat erhverv som notaio, en juridisk uddannet person, der kunne udfærdige dokumenter og bekræfte aftaler mellem personer.
Hvervet som embedsmand i betydningen notarius er i de germansksprogede lande blevet til notar. I Danmark kan man stadig bruge begrebet notarius publicus om en offentligt ansat notar. I det private erhvervsliv er den italienske version, notaio også blevet til "notar" og kan især ses i forbindelse med ejendomshandler.